# Thomas Webster Rammell
Thomas Webster Rammell (ur. 1814 r., zm. 1879 r.) – brytyjski inżynier, twórca pierwszej linii kolei pneumatycznej w Crystal Palace.